# Olivia Molina
Olivia Tirmarche Molina (Eivissa, Illes Balears, 25 de setembre de 1980) és una actriu eivissenca. El cinema i la música han format sempre part de la seva vida, i ja de petita va voler dedicar-se al món de la interpretació. La primera vegada que va posar-se davant una càmera fou, quan tenia deu anys, en un documental sobre art jueu a Toledo, on interpretava una nena que corria per la ciutat.
Olivia és la filla gran d'una família de cinc germans, filla de l'actriu Ángela Molina i del fotògraf i realitzador francès Hervé Tirmarche, neta del cantant Antonio Molina i neboda de Paula, Miguel, Mónica i Noel Molina. La seva parella és l'actor Sergio Mur, amb qui l'agost del 2012 va tenir la seva primera filla, Vera.

## Biografia
Estudià interpretació a Londres i a l'escola d'Art Dramàtic de Juan Carlos Corazza. La seva primera pel·lícula fou Jara (2000), de Manuel Estudillo, on treballava amb la seva mare i amb altres actors populars com Juan Echanove, María Isbert o Javier Gurruchaga. L'any següent, el 2001, va fer School Killer, de Carlos Gil.
Va debutar a televisió l'estiu del 2000 amb el paper de Nadine a la sèrie Al salir de clase. Entre el 2005 i el 2006 va participar en la sèrie A tortas con la vida, amb Armando del Río i Blanca Oteyza. Torna un any després a la pantalla petita com a protagonista de la sèrie El síndrome de Ulises, d'Antena 3 TV. També participà en muntatges teatrals com La casa de Bernarda Alba, Fashion Feeling Music, amb companys d'Al salir de clase com Cristina Castaño, Marta Solaz, Octavi Pujades i Fran Perea. El 2005 coincidí amb Ángela Molina en un muntatge d'El Graduado, novel·la famosa per la pel·lícula homònima de Mike Nichols. El 2009 aparegué a la pel·lícula Yo soy sola, de Tatiana Mereñuk, a la comèdia de Joaquim Oristrell Dieta mediterrània i a la minisèrie de televisió Un burka por amor. Entre el 2010 i el 2011 donà vida a Verónica Lebrón, professora de literatura en la sèrie Física o química. El 2012, fins a l'abril del 2013, va participar en la sèrie Luna, el misterio de Calenda.

## Filmografia

### Cinema
- Jara (2000)
- School Killer (2001)
- Yo soy sola (2008)
- Dieta mediterrània (2009)

### Televisió
- Patito feo (2008)
- A tortas con la vida (2005-2006)
- El síndrome de Ulises (2007-2008)
- Un burka por amor (2009)
- Física o química (2010-2011)
- Luna, el misterio de Calenda (2012-2013)
- Bajo sospecha (2015-2016)

## Teatre
- La casa de Bernarda Alba (2000)
- Fashion feeling music (2001)
- El adefesio (2003)
- El Graduado (2005)
- De repente, el último verano  (2006)
- Un enemigo del pueblo (2007)